# Polypoetes tiznon
Polypoetes tiznon är en fjärilsart som beskrevs av Paul Dognin 1899. Polypoetes tiznon ingår i släktet Polypoetes och familjen tandspinnare. Inga underarter finns listade i Catalogue of Life.